# Eulophia mackinnonii
Eulophia mackinnonii är en orkidéart som beskrevs av John Firminger Duthie. Eulophia mackinnonii ingår i släktet Eulophia och familjen orkidéer. Inga underarter finns listade i Catalogue of Life.